# 許瑩
許瑩（Xu Ying, Crystal，1988年10月5日—），前香港亞洲電視合約女藝員。身高5呎8吋，體重116磅，興趣為旅遊、跳舞、健身。當選前爲一社交舞導師。2009年參選2009亞洲小姐競選，奪得中國內地賽區冠軍，並當選總決賽冠軍。許瑩與圈外男友鄭曉東於2011年11月23日在羅湖註冊結婚。

## 演出作品

### 電視節目（亞洲電視）
- 2010年：《亞洲小天使才藝大賽》
- 2011年：《品味珠三角》
- 2011年：《亞洲星光大道4》評判
- 2012年：《亞洲星光大道 星級舞鬥》評判
- 2012年：《亞洲星光大道5》評判
- 2014年：《女神办公室(第二季)》

### 參與節目（東方報業集團）
- 2009年：《on.cc - ontv》

## 獎項
- 海南省4屆體育舞蹈錦標賽摩登舞冠軍
- 香港體育舞蹈錦標賽摩登舞冠軍
- 2007年 環球旅遊小姐(海南賽區) －－冠軍
- 2007年 環球旅遊小姐 中國總決賽 ——季軍
- 2008年 國際青春小姐亚太区 ——冠軍
- 2009年 亞洲小姐競選中國內地(華南賽區) ——冠軍
- 2009年 亞洲小姐競選中國內地(華南賽區) ——最上鏡小姐
- 2009年 亞洲小姐競選中國內地(華南賽區) ——最完美體態獎
- 2009年 亞洲小姐競選中國內地(華南賽區) ——最俱親和力獎
- 2009年 亞洲小姐競選中國內地(華南賽區) ——最佳才藝獎
- 2009年 亞洲小姐競選中國內地(華南賽區) ——最俱氣質獎
- 2009年 亞洲小姐競選中國內地賽區 ——冠軍
- 2009年 亞洲小姐競選總決賽 ——雲裳魅力大獎 冠軍
- 2009年 亞洲小姐競選總決賽 ——最佳才藝獎 冠軍
- 2009年 亞洲小姐競選總決賽 ——冠軍